# Alessio Rovera
Alessio Rovera (Varese, 22 juni 1995) is een Italiaans autocoureur.

## Carrière

### Formulewagens
Rovera maakte in 2013 zijn debuut in het formuleracing in de Formule Abarth, waar hij voor Cram Motorsport reed. Hij behaalde dat jaar zes overwinningen: twee op het Autodromo Vallelunga en een op de Adria International Raceway, het Circuit Mugello, het Autodromo Internazionale Enzo e Dino Ferrari en het Misano World Circuit Marco Simoncelli. Daarnaast stond hij in zes andere races op het podium. Met 236 punten werd hij gekroond tot kampioen in de klasse.
In 2014 stapte Rovera over naar de Formule Renault 2.0 Alps, waar hij zijn samenwerking met Cram voortzette. Hij eindigde driemaal op het podium: twee keer op het Autodromo Nazionale Monza en een keer op de Red Bull Ring. Met 65 punten werd hij zesde in het eindklassement. Tevens reed hij voor Corbetta Competizioni in de seizoensfinale van de Euroformula Open op het Circuit de Barcelona-Catalunya als gastcoureur. In de eerste race werd hij zesde, maar in de tweede race bereikte hij de finish niet.

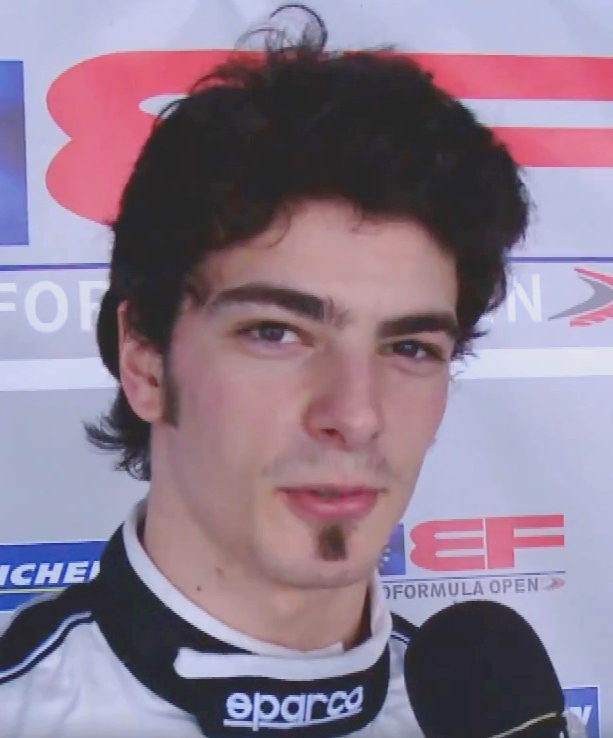
Alessio Rovera in 2015.

In 2015 bleef Rovera actief in de Euroformula Open. Hij begon het seizoen bij DAV Racing, waar hij direct de seizoensopener op het Circuito Permanente de Jerez won. Na een weekend stapte hij over naar BVM Racing en behaalde hier twee podiumplaatsen op het Circuit Paul Ricard, gevolgd door nog een podiumfinish op Silverstone. Na het vierde weekend verliet hij dit team weer. In de weekenden op het Circuit de Spa-Francorchamps en Monza keerde hij weer terug bij DAV, voordat hij in het laatste weekend weer vertrok. Met 100 punten werd hij zesde in het eindklassement.

### Sportwagens
In 2016 stapte Rovera over naar de sportwagens en nam hij deel aan de Italiaanse Porsche Carrera Cup. Hij behaalde twee zeges op Mugello en Imola en werd zodoende met 203 punten achter Côme Ledogar en Mattia Drudi derde in het kampioenschap. In 2017 won hij vier races op Misano, Vallelunga, Imola en Monza en werd hij met 182 punten gekroond tot kampioen in de klasse.

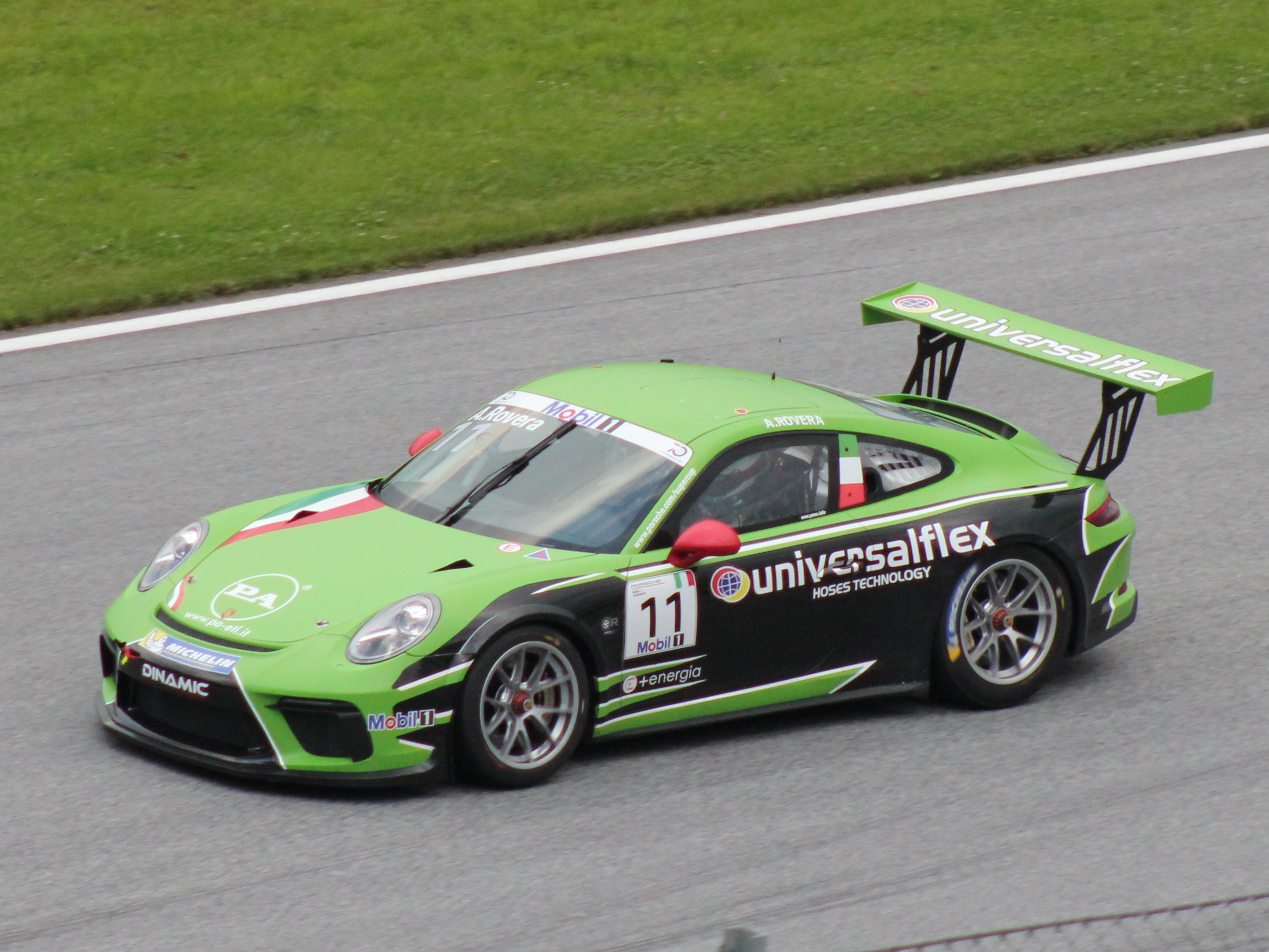
Alessio Rovera in de Porsche Supercup op de Red Bull Ring in 2018.

In 2018 reed Rovera in zowel de Italiaanse als de Franse Porsche Carrera Cup. In het Italiaanse kampioenschap won hij zes van de negen races waar hij aan deelnam, maar omdat hij vijf races miste, werd hij met 119 punten achter Gianmarco Quaresmini tweede in de eindstand. In het Franse kampioenschap reed hij in zes van de tien races en behaalde hij twee zeges op het Circuit de Dijon-Prenois en Barcelona. Met 137 punten werd hij achter Ayhancan Güven en Julien Andlauer derde in het klassement. Tevens reed hij voor Dinamic Motorsport op de Red Bull Ring een race in de Porsche Supercup, waarin hij negentiende werd.
In 2019 stapte Rovera over naar het Italiaanse GT-kampioenschap, waarin hij uitkwam voor Antonelli Motorsport. Hij deelde de auto met Riccardo Agostini en won drie races op Vallelunga, Mugello en Monza, waardoor hij kampioen werd in de GT3 Pro-klasse van de Sprint Cup. In 2020 nam hij enkel deel aan de Endurance Cup, waarin hij voor AF Corse twee zeges behaalde op Imola en Monza. Samen met Antonio Fuoco en Giorgio Roda werd hij gekroond tot kampioen in de klasse.

### Endurance
Aan het eind van 2020 debuteerde Rovera in de LMGTE-klasse van de European Le Mans Series (ELMS) bij AF Corse in de seizoensfinale op het Autódromo Internacional do Algarve, waar hij de auto deelde met Emmanuel Collard en François Perrodo. Zij namen deel als gastinschrijving en werden achtste in de race.
In 2021 reed Rovera een volledig seizoen in de ELMS bij AF Corse, waar hij de auto deelde met Collard en Perrodo. Ook debuteerde hij dat jaar in de LMGTE Am-klasse van het FIA World Endurance Championship (WEC) bij hetzelfde team en deelde hier de auto met Perrodo en Nicklas Nielsen. In de ELMS won het team de races op de Red Bull Ring en op Spa-Francorchamps en eindigde hiernaast nog tweemaal op het podium. Met 83 punten werd het trio derde in de eindstand. In het WEC behaalde AF Corse vier overwinningen in de 6 uur van Spa-Francorchamps, de 6 uur van Monza, de 24 uur van Le Mans en de 8 uur van Bahrein. Met 150 punten werd het team overtuigend gekroond tot kampioen in de klasse.
In 2022 stapte Rovera in zowel de ELMS als het WEC over naar de LMP2-klasse, waarin hij voor AF Corse uitkwam in de Pro-Am Cup. In beide kampioenschappen deelde hij de auto met Nielsen en Perrodo. In de ELMS behaalde het trio een overwinning in Barcelona en stond het in drie andere races op het podium, waardoor zij met 101 punten wederom derde werden in de eindstand. In het WEC eindigden zij in iedere race op het podium en behaalden zij vier zeges in de 1000 mijl van Sebring, de 6 uur van Spa-Francorchamps, de 6 uur van Fuji en de 8 uur van Bahrein. Zodoende werden zij met 177 punten kampioen in de klasse.

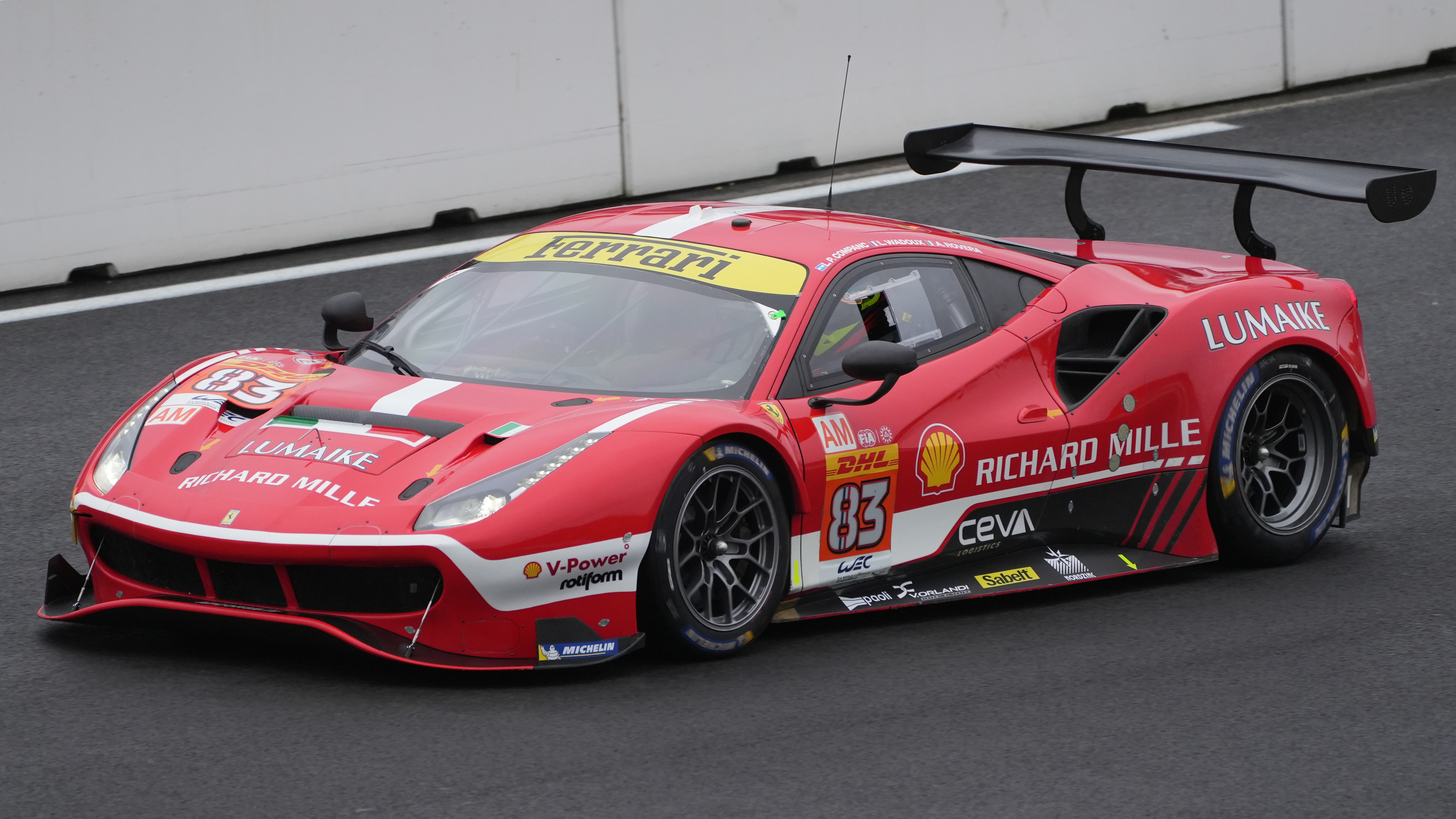
Alessio Rovera in de 6 uur van Spa-Francorchamps 2023.

In 2023 reed Rovera enkel in het WEC, waarin hij terugkeerde naar de LMGTE Am-klasse voor het team Richard Mille AF Corse. Hij deelde de auto met Luis Pérez Companc en Lilou Wadoux. Het trio behaalde een podiumfinish in de 6 uur van Portimão en een overwinning in de 6 uur van Spa-Francorchamps.